# 杜林條約
杜林協議（法語：traité de Turin）是法蘭西第二帝國和薩丁尼亞—皮埃蒙特王國於西元1860年所簽訂的條約，皮耶蒙特將薩伏依公國與尼斯伯国割讓予法國，以換取法國對義大利統一運動的支持。

## 背景
法國皇帝拿破崙三世與薩丁尼亞王國首相加富爾伯爵在西元1858年7月21日進行普隆比耶爾會晤。拿破崙三世同意支持薩丁尼亞王國所主導的義大利獨立運動，並要求薩丁尼亞保留教宗對羅馬的掌控權。法國為免義大利統一後造成威脅，除要求保留羅馬掌控權外，亦要求薩丁尼亞王國將轄下接近法國的薩伏依公國、尼斯伯國割讓給法國。

西元1859年4月，奧地利帝國以薩丁尼亞其境內對尋求獨立的伦巴第人提供武器為由，對薩丁尼亞王國宣戰，此即薩奧戰爭。法國在薩澳戰爭中履行普隆比耶爾會晤的內容，和薩丁尼亞—皮埃蒙特王國組成法國-薩丁尼亞聯軍以對抗奧地利。同年，由於法皇拿破崙三世的私人命令，法軍結束戰爭。奧地利、薩丁尼亞與法國簽訂蘇黎世條約，奧地利將割讓給法國的伦巴第轉讓給薩丁尼亞。隔年3月24日，法國與薩丁尼亞王國簽訂杜林條約。

## 條約內容
本條約在杜林簽訂
1860年 3月24日
以神聖的主、不可分割的三位一體為名，法皇陛下表達了因法國與薩伏伊之間領土關係變動所帶來的隱憂，並希望得到薩國割讓(使法國重新統一)的薩伏伊與尼斯區。薩國國王陛下也表達了他欲使兩地回歸法國的意向。兩位陛下最後已決定產出一份條約來實踐這項協定，法皇與薩國各以下列人士作為全權代表：德塔列朗-佩里戈爾公國(略)、貝內代蒂閣下(法國外交官)及薩國首相卡米洛·奔索，加富爾伯爵閣下。上述這些人對於制定條約內容擁有完全的權力，他們也都同意以下的內容:

1.薩丁尼亞王國的國王陛下同意將薩伏伊和尼斯地區割讓給法國，並拋棄國王陛下與其所有的後代與繼承人對上述領地的權利。兩位陛下也同意在不影響人民意願的情況下應盡速完成領土的轉讓。

2.因薩丁尼亞國王陛下並未擁有某部分的薩伏伊，因故不能割讓該部分領地給法國。法國皇帝陛下對這個狀況表示諒解，並讓出席維也納會議的赫爾維蒂邦聯代表得知此事，也給予他們本條中提到的規定所產生的保證。

3.一個委員會將本著公平的精神以確認兩國的邊界，其中會考慮到山脈的結構和防禦需求。

4.一個或多個委員會負責審查並在割讓前後的短暫時間內解決兼併所引起各式各樣的附帶問題。例如：薩沃伊和尼斯區的貢獻決定撒丁島的公共債務，以及履行與撒丁尼亞政府簽訂合約所產生的義務，像是撒丁島政府承諾終止已開始的穿越阿爾卑斯山隧道的工程。

5.法國政府將會視出生在薩瓦省或尼斯區的人民與軍人為法國臣民，他們已經獲得撒丁尼亞王國所提供的好處；但他們將特別享受政府任職的優惠和參軍的保證。

6.原籍設於薩沃伊或尼斯區的薩丁尼亞臣民，或者實際居住在這些省份但希望保持撒丁島國籍的撒丁島臣民，在土地割讓之日起的一年間憑藉先前向主管當局作出的聲明，有權遷移至義大利半島並在那裡定居。遷移至義大利半島的臣民仍保留薩丁尼亞王國公民的資格。他們也將可以自由地將他們的土地、財產保留在附屬於法國的領土(薩伏伊、尼斯)上。

7.此條約在通過議會的立法批准後將成為薩丁尼亞王國的法律。

8.此條約應在十天或更短的時間內在杜林批准和完成交換。

各代表為此在其上簽字並加蓋印章。

1860 年 3 月 24 日在杜林完成簽訂，一式兩份。

## 後續影響
這個協議中較有爭議的是對尼斯伯國的割讓行為，因其主要語言為義大利語，與主要語言為法語的法國並不相同。